# Semiothisa areniscoides
Semiothisa areniscoides là một loài bướm đêm trong họ Geometridae.